# Euaresta sinensis
Euaresta sinensis är en tvåvingeart som först beskrevs av Friedrich Georg Hendel 1927.  Euaresta sinensis ingår i släktet Euaresta och familjen borrflugor. Inga underarter finns listade i Catalogue of Life.